# Clube Oriental de Lisboa
El Clube Oriental de Lisboa es un club de fútbol de Portugal de la ciudad de Lisboa, más concretamente de la freguesia de Marvila. Fue fundado en 1946 y juega en el Campeonato de Portugal.
El Oriental ha jugado 7 temporadas en la máxima categoría portuguesa. Además el club también participa en balonmano donde el equipo milita en Segunda división portuguesa.